# Redeverbot
Als Redeverbot bezeichnet man „das (zeitweilige) Verbot, öffentlich (politische) Reden zu halten“ oder das Verbot, über einen bestimmten Sachverhalt generell zu sprechen.
Der Begriff ist nicht genau abgegrenzt und wird hauptsächlich für Eingriffe in die Meinungsäußerungsfreiheit verwendet.

## Rechtslage in Deutschland
Das Bundesverfassungsgericht kann eine Grundrechtsverwirkung aussprechen, um Feinden der Freiheitlich-demokratischen Grundordnung den Handlungsspielraum zu entziehen. Dazu gehört auch die Einschränkung der freien Meinungsäußerung zum Beispiel bei Veranstaltungen und in öffentlichen Medien. In der Weimarer Republik konnten Redeverbote nur regional verhängt werden, was den Aufstieg von Adolf Hitler beförderte.

## Redeverbote in Unternehmen oder Behörden
Durch den so genannten „Maulkorberlass“ des Berliner Schulsenators Klaus Bögner, durch den Lehrern der Stadt Berlin verboten wurde, mit Journalisten über Missstände an ihren Schulen zu sprechen, bestand ein Redeverbot gegenüber Journalisten. In diesem Fall wurde die journalistische Tätigkeit, die als „Vierte Gewalt“ in demokratischen Systemen eigentlich nicht behindert werden darf, ohne rechtliche Folgen eingeschränkt.

## Nichtdemokratische Regimes

Redeverbot gegen einen Pfarrer in der Zeit des Nationalsozialismus

In repressiven, nichtdemokratischen Regimen wird das Instrument des Redeverbotes häufig benutzt, um politische Gegner, die einen zu großen Bekanntheitsgrad besitzen oder anderweitig unangreifbar sind, generell zum Schweigen zu bringen, wie im Beispiel von Aung San Suu Kyi. Besitzt ein System genügend internationale Macht, kann es durch versteckte oder offene Unmutsbekundungen sogar außerhalb seiner eigenen Grenzen unerwünschte Meinungen oder Berichterstattung unterbinden.

## Redeverbot als Bestandteil von Mobbing
Redeverbot ist nach Heinz Leymann auch ein Bestandteil von Mobbing: der Gemobbte wird (meist unter Androhung weiterer Repressalien) von den Mobbern zum Schweigen gezwungen.

## Richterliche Anordnung (gag order) in den Vereinigten Staaten von Amerika
Gerichte in den Vereinigten Staaten können Redeverbote (gag order) für Kläger, Angeklagte, Zeugen oder andere Beteiligte an Gerichtsverfahren verhängen. Solche Anordnungen sind grundsätzlich unter Rechtfertigungsdruck durch die im Ersten Verfassungszusatz festgelegte Meinungs- und Pressefreiheit. Der Oberste Gerichtshof entschied 1976 in Nebraska Press Assn. v. Stuart, dass bei der verfassungsrechtlichen Analyse der Zulässigkeit eines solchen Redeverbots drei Punkte zu berücksichtigen seien:
- die Natur und der Umfang der Berichterstattung vor dem Prozess,
- inwiefern andere Maßnahmen geeigneter sind, den befürchteten Auswirkungen vorzubeugen, und
- die Auswirkungen der Berichterstattung auf einen fairen Prozess.

Ein bekanntes Redeverbot wurde Donald Trump im Strafverfahren The People of the State of New York v. Donald J. Trump erteilt, als ihm ein sogenanntes Eingeschränktes Redeverbot («partial gag order») auferlegt wurde, welches ihm untersagte, sich öffentlich über Zeugen, Staatsanwälte, Gerichtsmitarbeiter, deren Familien oder Geschworene zu äußern. Trump beschimpfte daraufhin den Richter. Am 30. April 2024 verhängte Richter Juan Merchan ein Bußgeld von 9.000 Dollar für neun Fälle von Verletzungen des Redeverbots und drohte für den Wiederholungsfall Haft für Missachtung des Gerichts an.